# Asphondylia bursaria
Asphondylia bursaria är en tvåvingeart som beskrevs av Ephraim Porter Felt 1927. Asphondylia bursaria ingår i släktet Asphondylia och familjen gallmyggor. Inga underarter finns listade i Catalogue of Life.